# 大木戸森之助
大木戸 森之助（おおきど もりのすけ、? - 1812年（文化8年）1月24日（旧暦12月11日））は、陸奥国（現：宮城県）出身の元大相撲力士。本名は不明。

## 来歴
1804年（文化元年）3月場所において仙台藩の抱え力士となり、看板大関として初土俵を踏む。当時の四股名は吹𨺜 寅右エ門（ふきがえし とらえもん）で、この四股名だった最初の2年間は土俵入りのみで相撲は取らなかった。その後、大木戸へ改名したというが、吹𨺜と大木戸は別人である可能性もあり定かではない。大木戸として初めて相撲を取った1806年（文化3年）2月場所では文化の大火によって5日間で打ち切られたが、5戦全勝の優勝相当成績を挙げた。この場所では柏戸利助が東関脇、玉垣額之助が西関脇でそれぞれ5戦全勝を挙げているが、番付上位制度により大木戸が優勝相当成績とされている。しかし、なぜか同年10月場所では東関脇に番付を降下させられ、4勝1敗5休の成績を挙げるが、1807年（文化4年）2月場所では東前頭2枚目まで降格させられた。大木戸はこの場所を全休し、その後も成績不振で勝ち越しは1場所も無かった（1810年（文化7年）10月場所で4勝4敗だった他は全て負け越し）。
最終出場となった1811年（文化8年）11月場所では二段目6枚目まで陥落すると0勝7敗3休に終わり、1812年12月11日に現役のまま死去した。初土俵から僅か7年の短い土俵人生で、勝敗数に関係無く藩の意向で番付が変動した、この時代の番付制度の最大の犠牲者だった。

## 場所別成績
- 前述のように吹𨺜寅右エ門と大木戸森之助は別人とする説もあるため、成績表は分離して表記する。

| 1804年 | 東大関 引退 0–0–9 | x |
| 各欄の数字は、「勝ち-負け-休場」を示す。 優勝 引退 休場 十両 幕下 三賞：敢=敢闘賞、殊=殊勲賞、技=技能賞 その他：★=金星 番付階級：幕内 - 十両 - 幕下 - 三段目 - 序二段 - 序ノ口 幕内序列：横綱 - 大関 - 関脇 - 小結 - 前頭（「#数字」は各位内の序列） |                   |   |

| 1806年 | 東大関 5–0          | 東関脇 4–1–5           |
| 1807年 | 東前頭2枚目 0–0–10  | 東前頭7枚目 1–6–2 1預  |
| 1808年 | 東幕下2枚目 1–7     | 西幕下2枚目 1–1 1無    |
| 1809年 | 西幕下4枚目 0–5     | 西幕下4枚目 1–5 2無    |
| 1810年 | 西幕下5枚目 1–6 1分 | 西幕下6枚目 4–4        |
| 1811年 | 西幕下5枚目 2–5 1預 | 西幕下6枚目 引退 0–7–0 |
| 各欄の数字は、「勝ち-負け-休場」を示す。 優勝 引退 休場 十両 幕下 三賞：敢=敢闘賞、殊=殊勲賞、技=技能賞 その他：★=金星 番付階級：幕内 - 十両 - 幕下 - 三段目 - 序二段 - 序ノ口 幕内序列：横綱 - 大関 - 関脇 - 小結 - 前頭（「#数字」は各位内の序列） |                     |                        |

- この成績表でテンプレートの仕様上「幕下」となっている部分は、番付表の上から二段目であるため、「二段目」と呼ぶ方が正確である。当時は段ごとに力士の地位を待遇差で区別する発想がまだ確立しておらず、二段目以下でも番付表で「前頭」（「同」表記でない）と書かれている部分までは「幕内格」と見るべきだという説がある。

## 改名歴
- 吹𨺜 寅右エ門 - 1804年3月場所
- 大木戸 森之助 - 1806年2月場所 - 1809年10月場所
- 達ヶ崎 森之助 - 1810年2月場所
- 達ヶ関 森之助 - 1810年10月場所 - 1811年11月場所